# Rocco Vincenzo Agostino
Rocco Vincenzo Agostino (Gioiosa Ionica, 30 gennaio 1897 – 9 febbraio 1961) è stato un avvocato e politico italiano.

## Biografia
Avvocato calabrese, esponente del Partito Socialista Italiano. Viene eletto al Senato della Repubblica nella II Legislatura, rimanendo in carica dal 1953 al 1958.
Muore nel febbraio 1961 all'età di 64 anni.